# Königsberger Jahrhundert

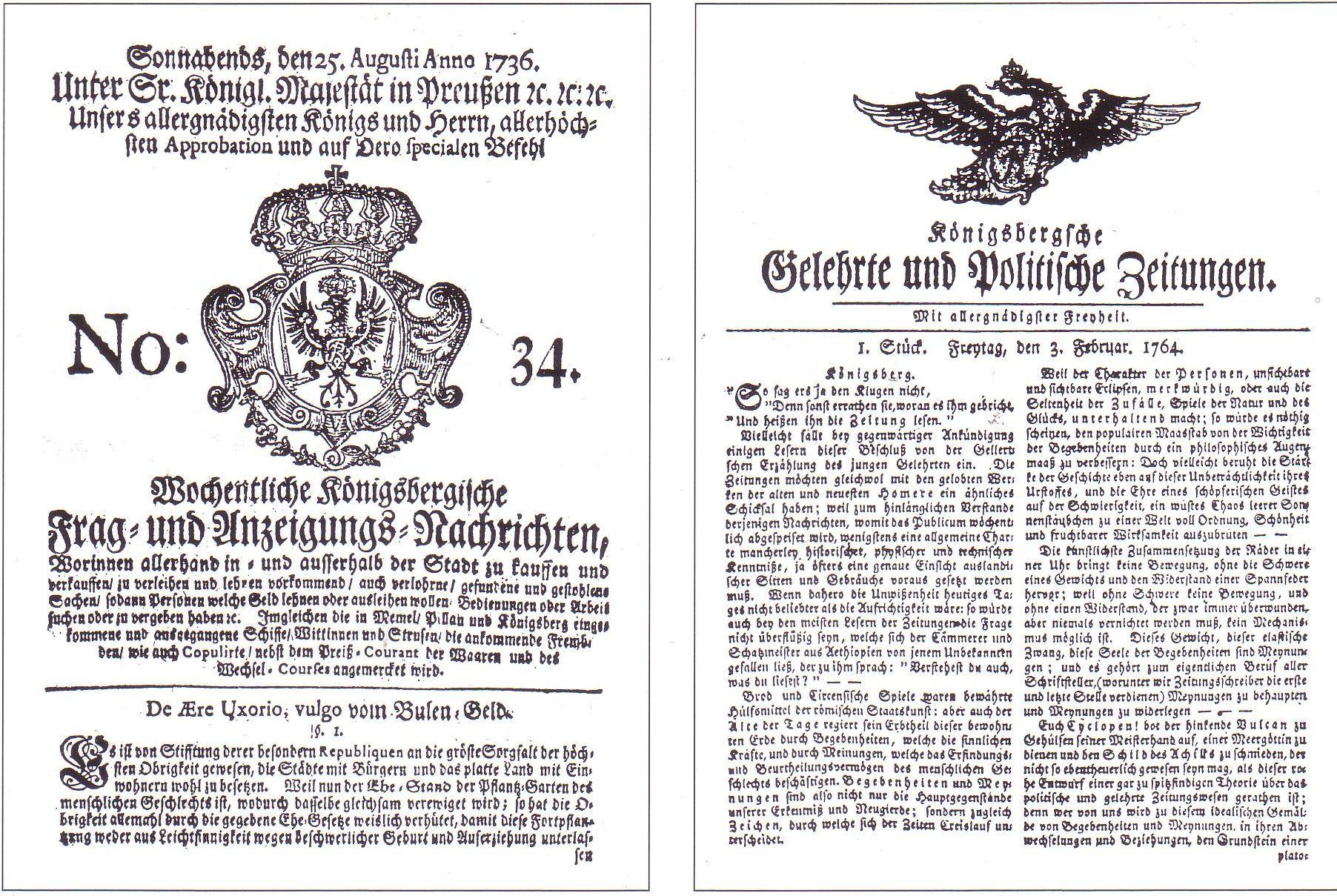
Königsberger Zeitungen

Als Königsberger Jahrhundert wurde die kulturelle Glanzzeit Königsberg i. Pr. im 18. Jahrhundert bezeichnet. Sie begann mit der Königskrönung Friedrichs III. von Brandenburg und endete mit Preußens Niederlage in der Schlacht bei Jena und Auerstedt.

## Hintergrund
1700 wurde Johann Christoph Gottsched in Juditten geboren. Er studierte an der Albertus-Universität Königsberg und der Universität Leipzig ging. Immanuel Kant (1724–1804) verbrachte sein ganzes Leben in seiner Geburtsstadt Königsberg. Weitere Denker und Schriftsteller des 18. Jahrhunderts, die aus Königsberg stammten oder dort wirkten, waren Johann Georg Hamann (1730–1788), Theodor Gottlieb von Hippel der Ältere (1741–1796), Johann Gottfried Herder (1744–1803), Johann Friedrich Reichardt (1752–1814), Zacharias Werner (1768–1823). Die große Salonnière jener Zeit war Caroline von Keyserling (1727–1791), die wie Kant zeitlebens in Königsberg blieb.
Es waren insbesondere bedeutende Leistungen der Universität und ihrer Angehörigen, die das 18. Jahrhundert zum „Königsberger Jahrhundert“ machten. Die Aufklärung setzte sich auch hier durch und fand in Kant ihren Höhepunkt. Daneben wurde Forschung zur Landeskunde und Landesgeschichte verstärkt und wissenschaftlich betrieben. Das universitäre Leben wurde weitgehend bestimmt von den politischen Ereignissen, die Preußen zur europäischen Mittelmacht machten. 1700 war Preußen Königreich geworden, in den Schlesischen Kriegen konnte es sein Staatsgebiet wesentlich erweitern. Im Siebenjährigen Krieg waren russische Truppen als Besatzungsmacht im Land. Weiteren beträchtlichen Gebietszuwachs brachten die Teilungen Polens. Sie schufen für zahlreiche Absolventen der Albertus-Universität viele Beschäftigungsmöglichkeiten in der dort neu eingerichteten preußischen Verwaltung. Zu ihnen zählte E. T. A. Hoffmann (1776–1822), der die deutsche Romantik bereicherte.